# Taman Perling

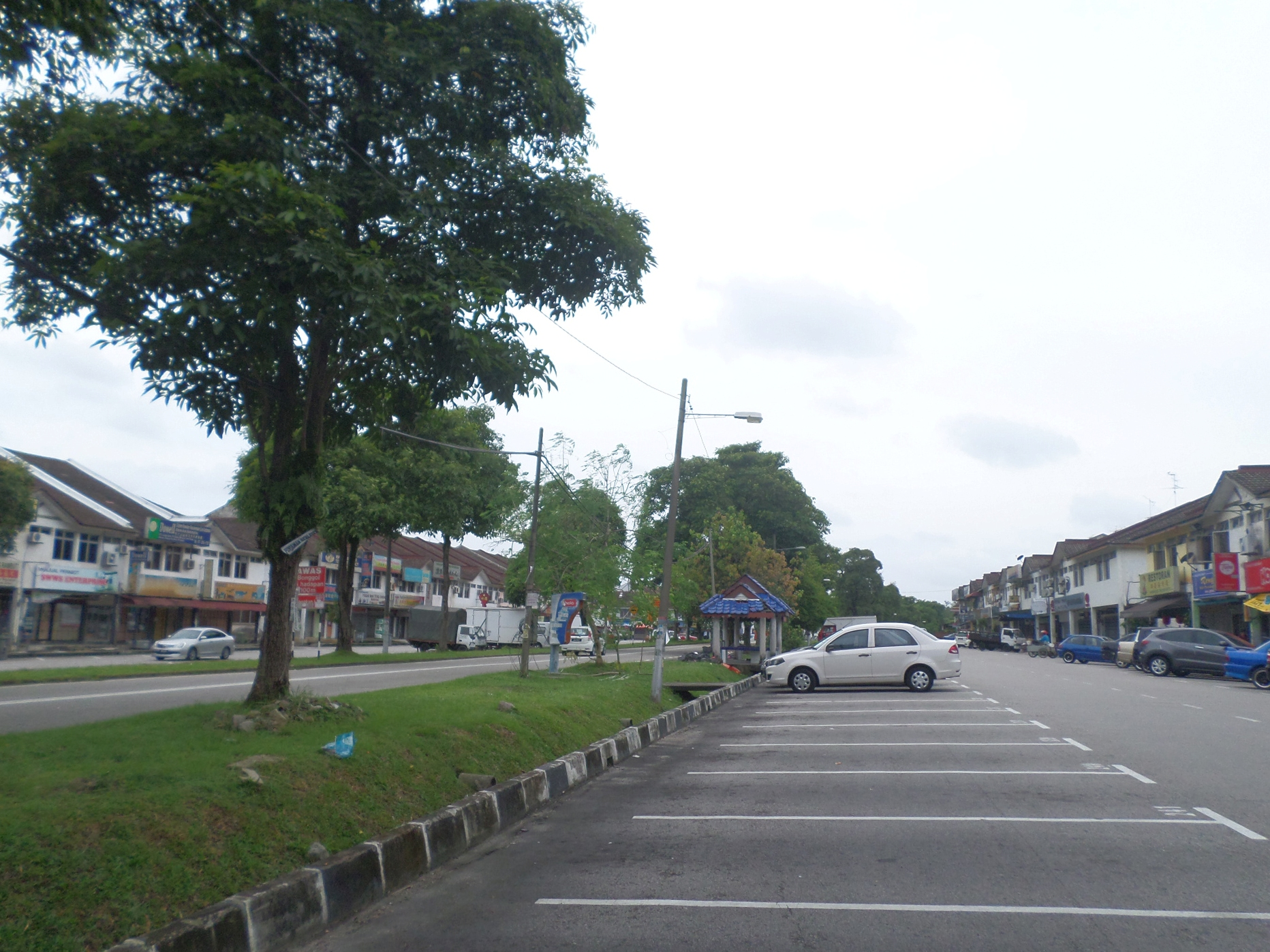
Taman Perling

Taman Perling es un principal township en Johor Bahru Distrito, Johor, Malasia. Un proyecto de desarrollo de la compañía Pelangi Berhad, cubre 922 acres (3.73 km²) y contiene cercano a 10,000 albergando unidades. El hito principal del área de alojamiento es Perling Centro comercial, el cual tiene 2 piso de casi 100 tiendas. Está localizado veinte minutos de Johor Bahru, y está servido por el Segundo Enlace Expressway.

## Educaciones
- Sekolah Kebangsaan Taman Perling
- Sekolah Kebangsaan Seri Perling (2)
- Sekolah Kebangsaan Taman Perling (3)
- Sekolah Menengah Kebangsaan Seri Perling
- Sekolah Menengah Kebangsaan Dato' Usman Awang
- Sekolah Rendah Jenis Kebangsaan(Cina)Pei Hwa

- Datos: Q13548361
- Multimedia: Perling / Q13548361